# الحياة نغم (فلم)
الحياة نغم فيلم دراما، غنائي، استعراضي، كوميدي مصري في عام 1976 للمخرج عبد الرحمن شريف الذي كتب السيناريو والحوار لقصة والي السيد. الفيلم من بطولة مها صبري وصلاح قابيل ومحمد رضا  وتدور الأحداث حول الحب بين الفنان محمود والمطربة كوثر، واشتعال الغيرة في قلب راقصة الفرقة، التي تبدأ في تدبير المكائد بينهما.
صدر الفيلم إلى دور العرض المصرية في 23 يونيو 1976.
منح موقع قاعدة بيانات الأفلام العربية «السينما.كوم» الفيلم درجة 5.3/ 10.

## طاقم التمثيل
مها صبري: في دور كوثر هانم البراموني (ابنة مالك العزبة والمصانع)
صلاح قابيل: في دور المهندس محمود مختار
محمد رضا: في دور المعلم الدرملي (رئيس الفرقة الفنية)
نجوى فؤاد: في دور لهلوبة (راقصة الفرقة الفنية)
سيد زيان: في دور أبو الركب (عضو الفرقة الفنية)
خيرية أحمد: في دور فكيهة  (عضوة الفرقة الفنية)
عدلي كاسب: في دور جلال البراموني (مالك العزبة والمصانع)
بالاشتراك مع: أحمد أباظة – حامد مرسي – صلاح يحيى – عادل الشناوي – عمر ناجي – علي قدري – علي المعاون – إبراهيم راتب – سعيد حسن – سميحة محمد – سهير عبد الله – نوال هاشم – فتحية رشدي – سعاد أبو الفتوح.

## أغاني الفيلم
يا للا يا أتوبيس مع ركابك (غناء المجموعة – تلحين: حمدي حسني -  كلمات: إبراهيم عاكف)
أغنية ورقصة الثعبان (غناء: محمد رضا ورقص نجوى فؤاد – تلحين: حسن أبو زيد – كلمات: إبراهيم عاكف)
ليالي وموال (غناء: حامد مرسي)
محتارة يا قلبي (غناء: مها صبرى – تلحين: محمد الموجى – كلمات: محمد حمزة)
حلالى بلالى وافاني الحبيب (غناء: حامد مرسي)
استعراض الفن - أنا فنانة (غناء: المجموعة – تلحين: حافظ سلامة – كلمات: إبراهيم عاكف)
أيوه أنت بعينك (غناء: مها صبرى – تلحين: حلمي بكر -  كلمات: محمد حمزة) 
شفتوا الهوى (غناء: مها صبرى – تلحين: محمد الموجى – كلمات: محمد حمزة)
تصميم الرقصات: حسن عفيفي

## أحداث الفيلم
يلتقي المهندس محمود مختار (صلاح قابيل) بأحد الفرق الفنية المتجولة بحافلة الأقاليم، حيث تعطلت حافلتهم على الطريق الزراعي بجوار إحدى القرى، ويشاهدوا كوثر هانم (مها صبري) ابنة مالك العزبة والمصانع جلال البراموني (عدلي كاسب) وهى تركب عربة الحصان، فيركبوا معها. يعجب محمود بكوثر هانم، ويرافق محمود الفرقة المكونة من رئيسها المعلم الدرملي (محمد رضا) والراقصة لهلوبة (نجوى فؤاد) وأفرادها: أبو الركب (سيد زيان) وفكيهة (خيرية أحمد) وشنكل (صلاح يحيى)، وفى العرض الخاص بهم يلمح محمود الجميلة كوثر ويحاول التحاور معها، ولكنها لا تستجب له وتخبره انها بصحبة خطيبها فريد (عمر ناجي)، ولكن محمود يراد أن يتخلص من خطيبها فريد، ويدعى وجود ثعبان، مما يرهب الجميع ويربك المسرح، ويكاد العرض أن يفشل. يحاول محمود تعويض مافعله، ويقوم بتصميم رقصة الثعبان للفرقة، وتلاقي استحسان الجميع. يسعى المعلم الدرملي لضم محمود للفرقة كمصمم للإستعراضات، ويواصل محمود محاولاته مع كوثر ويسمعها تغني وينبهر بصوتها. يكتشف محمود أن والدها جلال يعرف والده مختار منذ زمن حيث كان جاره، ولكن كوثر تطلب منه أن يبتعد عنها ويتركها لأنها تحب خطيبها فريد، ويوعدها محمود بالابتعاد عنها. ينضم محمود لفرقة الدرملي بعد أن يغير اسمها لفرقة «الكواكب» ويغير أسماء أفرادها ويطلق عليهم أسماء فنية، ويحاول أن يجد مسرح لتقديم عروض الفرقة، ويلجأ لرجل الأعمال جلال الذي له تأثير على مدير مسرح ألف ليلة وليلة، ولكن مدير المسرح يشترط وجود مطربة للفرقة. ينشر محمود إعلانا بالصحف عن اختبار للمطربات، ولكنه لا يقتنع بالمتقدمات. توضع مصانع جلال تحت الحراسة، مما يجعل فريد خطيب كوثر يتخلى عن خطبتها بعد أن فقدت ثروتها، وتضطر كوثر لإستغلال حاجة محمود لمطربة، وتتقدم للعمل كمطربة للفرقة. تقع كوثر أخيراً في حب محمود، ولكن لهلوبة، التي كانت تكتم حب محمود، تسعى للإيقاع بينهما وتوهم كوثر انها على علاقة عاطفية مع محمود، مما يدفع كوثر لترك الفرقة وقبول الزواج من الرجل الثري كبير السن والذي سيسدد ديون والدها ويعينه على تحمل عثرته المادية. تتوقف الفرقة عن العمل، ولكن لهلوبة تعود لصوابها وتذهب لكوثر وتكشف لها الحقيقة وتدعى أن محمود سوف يقدم على الإنتحار، فتسرع كوثر إليه. تتغير الأوضاع السياسية وتعود المصانع لصاحبها جلال والد كوثر، التي تزوجت من محمود.

## وصلات خارجية
- مقالات تستعمل روابط فنية بلا صلة مع ويكي بيانات
- الحياة نغم على الدهليز
- الحياة نغم على كاروهات
- الحياة نغم على يوتيوب
- الحياة نغم على يوتيوب

https://www.youtube.com/watch?v=Omoc1egEpfM الحياة نغم (فيلم)
https://www.youtube.com/watch?v=axzFyi8KbH8 الحياة نغم (فيلم)